# ساربان لار
ساربان‌ لار هي قرية في مقاطعة مشكين شهر، إيران. عدد سكان هذه القرية هو 1,064 في سنة 2006.